# Евстратий Белоцерковски и Тарашчански
Евстратий (на украински: Євстратій) е архиерей на Православната църква на Украйна, Митрополит Белоцерковски и Тарашчански.

## Биография
Роден на 21 октомври 1977 г. в Черкаси, Украинска ССР. Завършва Киевската православна богословска академия.
Той е епископ на разколническата украинска православна църква (Киевска патриаршия) и ръководи разузнавателния отдел на тази структура.
На 15 декември 2018 г. участва в Обединителния синод в Киев, който учредява автокефалната Православна църква на Украйна и избрира за неин глава митрополит Епифаний.
До 2 февруари 2023 г. е архиепископ Черниковски и Нежински, когато е възведен в сан митрополит и е назначен в новообразуваната Билоцерковско-Тарасинска епархия.